# 睫螳属
睫螳属（学名：Blepharopsis）是椎头螳科下的一个属。

## 下属物种
本属包括以下物种：
- 乞睫螳 Blepharopsis mendica (Fabricius, 1775)